# 宇野内閣
宇野内閣（うのないかく）は、外務大臣、衆議院議員及び自由民主党総裁の宇野宗佑が第75代内閣総理大臣に任命され、1989年（平成元年）6月3日から1989年（平成元年）8月10日まで続いた日本の内閣。

## 閣僚の顔ぶれ・人事

### 国務大臣
- 在職日数69日

| 職名                            | 氏名       | 氏名 | 所属                                 | 特命事項等                          | 備考           |
| ------------------------------- | ---------- | ---- | ------------------------------------ | ----------------------------------- | -------------- |
| 内閣総理大臣                    | 宇野宗佑   |      | 衆議院 自由民主党 （中曽根派）       |                                     | 自由民主党総裁 |
| 法務大臣                        | 谷川和穂   |      | 衆議院 自由民主党 （河本派）         |                                     | 再入閣         |
| 外務大臣                        | 三塚博     |      | 衆議院 自由民主党 （安倍派）         |                                     | 横滑り         |
| 大蔵大臣                        | 村山達雄   |      | 衆議院 自由民主党 （宮澤派）         |                                     | 再任           |
| 文部大臣                        | 西岡武夫   |      | 衆議院 自由民主党 （宮澤派）         |                                     | 再任           |
| 厚生大臣                        | 小泉純一郎 |      | 衆議院 自由民主党 （安倍派）         |                                     | 再任           |
| 農林水産大臣                    | 堀之内久男 |      | 衆議院 自由民主党 （中曽根派）       |                                     | 初入閣         |
| 通商産業大臣                    | 梶山静六   |      | 衆議院 自由民主党 （竹下派）         |                                     | 再入閣         |
| 運輸大臣                        | 山村新治郎 |      | 衆議院 自由民主党 （竹下派）         | 新東京国際空港問題担当              | 再入閣         |
| 郵政大臣                        | 村岡兼造   |      | 衆議院 自由民主党 （竹下派）         |                                     | 初入閣         |
| 労働大臣                        | 堀内光雄   |      | 衆議院 自由民主党 （宮澤派）         |                                     | 初入閣         |
| 建設大臣                        | 野田毅     |      | 衆議院 自由民主党 （中曽根派）       | 土地対策担当                        | 初入閣         |
| 自治大臣 国家公安委員会委員長   | 坂野重信   |      | 参議院 自由民主党 （竹下派）         |                                     | 再任           |
| 内閣官房長官                    | 塩川正十郎 |      | 衆議院 自由民主党 （安倍派）         |                                     | 再入閣         |
| 総務庁長官                      | 池田行彦   |      | 衆議院 自由民主党 （宮澤派）         |                                     | 初入閣         |
| 北海道開発庁長官 沖縄開発庁長官 | 井上吉夫   |      | 参議院 自由民主党 （二階堂グループ） |                                     | 初入閣         |
| 防衛庁長官                      | 山崎拓     |      | 衆議院 自由民主党 （中曽根派）       |                                     | 初入閣         |
| 経済企画庁長官                  | 越智通雄   |      | 衆議院 自由民主党 （安倍派）         |                                     | 初入閣         |
| 科学技術庁長官                  | 中村喜四郎 |      | 衆議院 自由民主党 （竹下派）         | 原子力委員会委員長                  | 初入閣         |
| 環境庁長官                      | 山崎竜男   |      | 参議院 自由民主党 （宮澤派）         | 地球環境問題担当                    | 初入閣         |
| 国土庁長官                      | 野中英二   |      | 衆議院 自由民主党 （竹下派）         | 花と緑の万博担当 研究・学園都市担当 | 初入閣         |

### 内閣官房副長官・内閣法制局長官
| 職名           | 氏名     | 所属                           | 備考 |
| -------------- | -------- | ------------------------------ | ---- |
| 内閣官房副長官 | 牧野隆守 | 衆議院／自由民主党（中曽根派） |      |
| 内閣官房副長官 | 石原信雄 | 自治省                         |      |
| 内閣法制局長官 | 味村治   | 法務省                         | 留任 |

### 政務次官
前内閣の政務次官が9名留任した。
| 職名               | 氏名       | 所属                           | 備考 |
| ------------------ | ---------- | ------------------------------ | ---- |
| 法務政務次官       | 添田増太郎 | 参議院／自由民主党（安倍派）   | 再任 |
| 外務政務次官       | 田中直紀   | 衆議院／自由民主党（二階堂G）  |      |
| 大蔵政務次官       | 吉村真事   | 参議院／自由民主党（安倍派）   | 再任 |
| 大蔵政務次官       | 高村正彦   | 衆議院／自由民主党（河本派）   |      |
| 文部政務次官       | 町村信孝   | 衆議院／自由民主党（安倍派）   |      |
| 厚生政務次官       | 近岡理一郎 | 衆議院／自由民主党（竹下派）   |      |
| 農林水産政務次官   | 水谷力     | 参議院／自由民主党（竹下派）   | 再任 |
| 農林水産政務次官   | 中川昭一   | 衆議院／自由民主党（安倍派）   |      |
| 通商産業政務次官   | 出口広光   | 参議院／自由民主党（宮澤派）   | 再任 |
| 通商産業政務次官   | 甘利明     | 衆議院／自由民主党（中曽根派） |      |
| 運輸政務次官       | 森田一     | 衆議院／自由民主党（宮澤派）   |      |
| 郵政政務次官       | 月原茂皓   | 衆議院／自由民主党（安倍派）   |      |
| 労働政務次官       | 宮島滉     | 参議院／自由民主党（竹下派）   | 再任 |
| 建設政務次官       | 木村守男   | 衆議院／自由民主党（竹下派）   |      |
| 自治政務次官       | 長野祐也   | 衆議院／自由民主党（中曽根派） |      |
| 総務政務次官       | 若林正俊   | 衆議院／自由民主党（安倍派）   |      |
| 北海道開発政務次官 | 工藤万砂美 | 参議院／自由民主党（宮澤派）   | 再任 |
| 防衛政務次官       | 鈴木宗男   | 衆議院／自由民主党（無派閥）   |      |
| 経済企画政務次官   | 平林鴻三   | 衆議院／自由民主党（竹下派）   |      |
| 科学技術政務次官   | 吉川芳男   | 参議院／自由民主党（二階堂G）  | 再任 |
| 環境政務次官       | 石井一二   | 参議院／自由民主党（河本派）   | 再任 |
| 沖縄開発政務次官   | 寺内弘子   | 参議院／自由民主党（中曽根派） | 再任 |
| 国土政務次官       | 自見庄三郎 | 衆議院／自由民主党（中曽根派） |      |

## 勢力早見表
- 内閣発足当初（前内閣の事務引継は除く）。
- 太字は自民党総裁並びにいわゆる自民党三役。
- 内閣官房副長官（政務）は政務次官に含む。

| 名称     | 勢力 | 国務大臣 | 政務次官 | その他                              |
| -------- | ---- | -------- | -------- | ----------------------------------- |
| 竹下派   |      | 6        | 5        | 衆議院議長、 幹事長、国会対策委員長 |
| 宮澤派   |      | 5        | 3        | 総務会長、参議院議員会長            |
| 安倍派   |      | 4        | 6        | 参議院議長、政務調査会長            |
| 中曽根派 |      | 4        | 5        | 総裁                                |
| 河本派   |      | 1        | 2        |                                     |
| 二階堂G  |      | 1        | 2        |                                     |
| 無派閥   |      | 0        | 1        |                                     |
|          |      | 21       | 24       |                                     |

## 内閣の動き
リクルート事件の責任を取って竹下登が辞任し、前の竹下改造内閣は退陣した。間近に主要国首脳会議（サミット）を控えて、早急に次期首相・自民党総裁を決めなければならない中、自由民主党の有力者が軒並みリクルート事件に絡んでいたため、身動きがとれなくなっていた。そこで、竹下改造内閣の外務大臣で、リクルート事件と関係も薄い宇野宗佑が、急遽自民党総裁に抜擢されて首相に就任し、組まれたのが宇野内閣である。宇野自身は資産家の子弟で、金銭的にはクリーンなイメージがあった。閣僚には、リクルート事件と関係の薄い者を優先的に登用することで、世論のイメージアップも図られた。同内閣は竹下登前首相の後継指名による事実上の第二次竹下内閣、「竹下院政」、「竹下直系」といわれ、竹下派の小渕恵三と小沢一郎が宇野にはかることなく人事を勝手に決めた。当時の新聞も「党三役人事など竹下派幹部から、こう決まった。と一方的に連絡があっただけだ」と安倍派幹部はこぼし、中曽根派の櫻内義雄会長は「宇野君は婿養子に行ったようなものだ」とまで語っている（1989年6月19日付日経夕刊）。宇野が世間的には知名度が低いことや選出の経緯から他の自民党議員からは反発も強かったとされ、リクルート事件で疑惑の対象となったのは主に中曽根派で宇野がその中曽根派の番頭格であったことから中曽根亜流との批判もあった。
就任わずか3日後に宇野自身に週刊誌報道による女性問題が発覚してしまう。元芸者が愛人となった過去を自ら告白、様々な女性団体から抗議や説明を求める声、さらには退陣要求の署名運動が起こった。この「首相の女性問題」に、先の「リクルート事件」、「消費税導入」の3点セット（ただし、当時のNHKは「女性問題」を「農政」（輸入自由化）に差し替えた）により、同年7月に行われた第15回参議院議員通常選挙で、自由民主党は獲得議席数36議席と過半数を割り込み、結党以来の惨敗を喫した。
この責任を取って参議院選挙投票日翌朝に宇野は退陣を表明。翌月には海部俊樹が後継総裁に選出され、宇野内閣は僅か在任期間69日間の短命内閣に終わった。この在任期間69日は第1次岸田内閣、第1次石破内閣、東久邇宮内閣、第3次桂内閣（第1次と2次を合わせれば、今までの歴代内閣では安倍内閣に次ぐ2番目の長期である）、羽田内閣、石橋内閣に次ぐ史上7番目の短命である。また、第3次桂内閣を除いた戦後だと、6番目の短命内閣である。大型国政選挙を経験した内閣としては戦後2番目の短命内閣である。地方選挙ではあるが6月に東京都議会議員選挙も行われ、第2党の日本社会党が肉薄する惨敗となった。
この宇野宗佑内閣時代に起こったトピックスとしては、
- 中国の北京での天安門事件の発生（6月4日）と竹下内閣で決定されていた第三次対中円借款の凍結（6月20日）
- ビルマ連邦がミャンマーに国名を変更（6月18日）
- 美空ひばりに没後国民栄誉賞を授与（7月6日）
- 東京・埼玉連続幼女誘拐殺人事件容疑者の逮捕（7月23日に別件逮捕、その後本件で再逮捕）

が挙げられる。
- 宇野が中曽根派であったこと、総辞職した竹下内閣で外務大臣を務めていたことから、日本共産党の国会議員から「中曽根亜流竹下リモコン内閣」と評された。
- 辞任会見での「明鏡止水の心境であります」の一節は、当時流行語になった。
- 宇野内閣から閣僚の親族・妻子を含む資産公開が行われるようになった。これは、リクルート事件に絡み、リクルートコスモスの未公開株の名義が政治家の妻子又は親族となっていた事例が存在したことが影響している。